# Hupaliwka
Hupaliwka (ukr. Гупалівка) – wieś na Ukrainie, w obwodzie dniepropetrowskim, w rejonie nowomoskowskim, w hromadzie Czerneczczyna. W 2001 liczyła 1347 mieszkańców, spośród których 1253 wskazało jako ojczysty język ukraiński, 78 rosyjski, 1 mołdawski, 12 ormiański, a 3 inny.